# Радянское (Гуляйпольский район)
Радянское (укр. Радянське) — упразднённое село,
Новозлатопольский сельский совет,
Гуляйпольский район,
Запорожская область,
Украина.
Село ликвидировано после 1979 года. Название буквально переводится как «Советское».

## Географическое положение
Село Радянское находилось на расстоянии в 4,5 км от села Новозлатополь.
По селу протекал пересыхающий ручей с запрудой.